# Tetehosi (Sirombu)
Tetehosi is een bestuurslaag in het regentschap Nias Barat van de provincie Noord-Sumatra, Indonesië. Tetehosi telt 129 inwoners (volkstelling 2010).